# 로드 오브 세일럼
《로드 오브 세일럼》(영어: The Lords of Salem)은 캐나다, 영국, 미국에서 제작된 롭 좀비 감독의 2012년 초자연 공포 스릴러 영화이다. 셰리 문 좀비 등이 출연하였다.

## 줄거리
매사추세츠주 세일럼의 하이디는 마약 중독에서 회복 중인 라디오 디스크자키이다. 하루는 더 로즈(The Lords)라는 밴드의 앨범이 배달되어 이를 들어보는데, 사탄을 섬기는 무리가 연 의식을 통해 한 여자가 아기를 낳자 산파가 이건 실패작이라며 아기 얼굴에 침을 뱉는 환영을 보게 된다.
다음 날 하이디는 세일럼 마녀 재판을 다룬 저서를 쓴 프랜시스 머사이어스를 인터뷰한다. 방송에서 더 로즈를 틀자 세일럼의 여자들이 무아지경에 빠진다. 집주인 레이시의 여동생인 수상가 메건은 하이디가 어두운 성욕에 굴복할 운명이라 말한다. 후에 하이디는 빈 집인 아파트 5의 문이 저절로 열리는 걸 보고 이끌리듯 안에 들어갔다가 악마와 벌거벗은 마녀를 본다. 
이를 악몽으로 치부하던 하이디는 기분이 뒤숭숭해져 교회를 찾는데 목사가 미카엘과 천사들이 천국에서 용과 뱀과 싸우고 있으며 넌 사탄의 딸이고 나만이 널 구원할 수 있다고 말하며 억지로 구강성교를 시키는 꿈을 꾼다. 교회 밖에선 염소를 끌며 걷는 유령 같은 존재가 그녀를 기다려왔다고 말하고 사라진다. 한편 머사이어스는 더 로즈를 조사하다가 한 책에서 이 밴드의 곡과 동일한 악보를 찾는다.
이 책의 저자는 17세기에 목사 조너선 호손이 세일럼 여성들의 의식을 지배하려고 하는 사탄 숭배 마녀 집회를 규탄하며 이들을 화형에 처했다고 알려준다. 마녀들의 지도자 마거릿 모건은 죽기 전 세일럼 여성들과 호손의 후손에게 영원한 죽음의 저주를 걸었으며, 호손의 핏줄의 배를 빌어 악마의 자식이 태어나 지상을 넘겨받을 것이라고 선언하였다. 하이디는 바로 이 호손의 후예였던 것이다.
라디오 방송국에서는 더 로즈가 드디어 세일럼에서 콘서트를 연다며 더 로즈의 음악을 틀고, 이를 들은 하이디는 또 환영을 본다. 아파트 복도에는 쥐가 들끓고, 교회 밖에서 봤던 존재들이 나타나 끔찍한 산부인과 관련 수술을 받는 악몽을 꾼다. 아침에 일어나니 화장실 벽에서 피가 흘러내리고, 그녀의 이름을 부르는 환청이 들린다. 하이디는 다시 마약을 하기 시작한다.
레이시의 누이들인 서니와 메건은 마약에 취한 하이디를 아파트 5로 데려간다. 그 안엔 갑자기 거대한 오페라 극장이 세워져있고 계단 꼭대기의 왕좌에는 악마가 앉아있다. 악마는 괴상한 소리를 지르며 촉수 같은 부속 기관으로 하이디와 교신한다.
다음 날 머사이어스는 자신이 조사한 바를 하이디에게 알려주려고 찾아오지만 서니와 메건이 그를 프라이팬으로 내려쳐 죽이고, 그 소리를 듣고도 하이디는 아무 것도 하지 않는다. 하이디는 오페라 하우스에서 열린 콘서트에 들어가면서 동료 디스크자키들에게 작별 인사를 하고 문을 닫아버린다.
콘서트 무대에는 서니와 메건, 마거릿과 마녀 집회 참가자들의 유령들이 올라선다. 더 로즈의 음악을 들은 여성 관객들은 옷을 벗어던지고, 하이디는 마녀들의 응원을 받으며 가재를 닮은 기묘한 생명체를 낳는다. 여성 관객들의 시체 위에서 마치 예수처럼 후광을 비추며 서있는 하이디를 마녀들이 감탄하며 지켜본다.
다음 날 라디오 방송국은 콘서트에서 32명의 집단 자살이 일어났으며 하이디가 실종됐다고 전한다.

## 출연진
- 셰리 문 좀비
- 브루스 데이비슨
- 제프 대니얼 필립스
- 메그 포스터
- 퍼트리샤 퀸
- 디 월리스
- 켄 포리
- 마리아 콘치타 알론소
- 앤드루 프라인
- 커밀 키턴
- 보니타 프리더리시
- 바버라 크램프턴
- 토르스텐 포게스
- 마이클 베리먼
- 시드 헤이그
- 리사 마리
- 클린트 하워드
- 마이클 셰이머스 와일스
- 대니얼 로벅
- 우도 키어
- 크리스토퍼 나이트
- 존 5

## 기타 제작진
- 총괄 제작: 스티븐 슈나이더
- 배역: 모니카 미컬슨
- 미술: 제니퍼 스펜스
- 세트: 로리 메이저